# Jabberwocky (film)
Jabberwocky è un film del 1977 diretto da Terry Gilliam. In Italia è inedito.

## Trama
Dopo la morte del padre, Dennis, apprendista bottaio stupido, ingenuo e fortemente innamorato della grassa Griselda Fishfinger che non nutre alcun interesse in lui, va in città cercando lavoro e fortuna. Ma la città e il regno intero sono terrorizzati dal terribile mostro - nominato Ciarlestrone (Jabberwocky) - che imperversa per i villaggi e le foreste. Sarà Dannis a salvare, quasi accidentalmente, il regno.

## Produzione
Liberamente tratto dall'omonima poesia nonsense di Lewis Carroll, contenuta nel romanzo Attraverso lo specchio e quel che Alice vi trovò (seguito de Le avventure di Alice nel Paese delle Meraviglie), il regista ha diretto una commedia medievale con caratteristiche storico-fiabesche.

## Distribuzione
Il film non è mai stato distribuito in Italia ed è uscito in un'unica edizione home video senza essere doppiato in lingua italiana. Il 9 febbraio 2017 è stato proiettato in lingua originale con sottotitoli presso un cineristorante palermitano, in anteprima nazionale.